# Скочиляс Мирослав Федорович
Скочиляс Мирослав Федорович (5 лютого 1935, смт Щирець, Пустомитівський район, Львівська область — 30 серпня 1999, там само) — провідний діяч українського телебачення, тележурналіст–новатор, сценарист, музикознавець, Заслужений працівник культури України (1995).

## Життєпис
27 липня 1942 року внаслідок загибелі обох батьків від удару блискавки під час грози залишився круглим сиротою разом з двома братами та сестрою.
Після закінчення Львівського педагогічного училища недовго працював учителем математики у Жовтанцях (Кам'янка–Бузький район Львівської області).
1962 — після служби в армії вступив на I курс новоствореного факультету журналістики Львівського державного університету ім. І.Франка. Вчився і працював на обласному радіо, потім — на Львівському обласному телебаченні (редактор музичних програм, з 1963).
1967 — закінчив факультет журналістики ЛДУ ім. І.Франка.
1968 — під орудою М.Скочиляса на Львівському ТБ було створено перший український телевізійний музичний фільм «Залицяльники» (тривалість — 25 хвилин; у фільмі знялися артисти диксиленду Львівського медінституту «Медікус», зокрема, керівник колективу Ігор Хома). У тому фільмі прозвучала народна пісня «Сумна я була» у естрадному аранжуванні. Фільм отримав відзнаку на одному з фестивалів у Ленінграді.
1969 — зняв на Львівському ТБ (разом з Романом Олексівим) музичний фільм «Сійся–родися!», у якому співають сестри Байко (насправді вони колядують, що «пропустила» тодішня цензура).
1971 — за сценарієм М.Скочиляса режисер Роман Олексів зняв у Карпатах (у Яремчі) відомий музичний фільм «Червона рута». У картині пісні Володимира Івасюка, Левка Дутковського, Валерія Громцева й інших авторів виконали Василь Зінкевич, Назарій Яремчук, Софія Ротару й інші співаки.
1973 — зняв музичний телефільм «Пісні над Львовом» (тривалістю 20 хвилин) за активної участі Івана Поповича. Фільм мав неабияку популярність, його транслювало як Українське, так і Центральне телебачення; окремі епізоди з нього на ТБ використовували протягом десятиліть.

## Творча співпраця
У процесі знімання музичних телефільмів і телепрограм активно співпрацював з відомими українськими виконавцями Софією Ротару, Назарієм Яремчуком, Василем Зінкевичем, Іваном Поповичем, Віктором Морозовим, Олександром Сєровим, гуртами «Смерічка», «Ватра», «Світязь», «Арніка», композиторами Ігорем Білозором, Левком Дутковським та іншими.
Мирослава Скочиляса неодноразово запрошували на роботу до Українського телебачення, у Київ, але він кожного разу відмовлявся, бо не хотів залишати Львів.
Похований на цвинтарі у смт Щирець, поруч з могилою батьків.